# バーズ・オブ・プレイ
バーズ・オブ・プレイ（英: Birds of Prey）は、DCコミックスの出版するアメリカン・コミックスに登場する架空のスーパーヒーローチーム、及びコミックのタイトル。

## 概要
チャック・ディクソンとゲイリー・フランクによって創造され、1995年のワンショット"Black Canary/Oracle: Birds of Prey"でダイナ・ランスとバーバラ・ゴードンの2人組によるバーズ・オブ・プレイが初登場した。バーバラ・ゴードンことオラクルをリーダーとしてブラックキャナリーの2人にハントレスが加わり、その後もスーパーヒロインのメンバーが増えていく。2011年のThe New 52でバーバラ・ゴードンがバットガールに復帰し、2016年のDC Rebirthから『Batgirl and the Birds of Prey』が刊行されている。

## 書誌情報

### バーズ・オブ・プレイ
| タイトル                                       | 刊行日 | ISBN           |
| ---------------------------------------------- | ------ | -------------- |
| Birds of Prey                                  | 2002年 | 978-1563894848 |
| Birds of Prey: Old Friends, New Enemies        | 2003年 | 978-1563899393 |
| Birds of Prey Vol.1                            | 2015年 | 978-1401258160 |
| Birds of Prey Vol.2                            | 2016年 | 978-1401260958 |
| Birds of Prey Vol.3                            | 2017年 | 978-1401264543 |
| Nightwing: The Hunt for Oracle                 | 2003年 | 978-1563899409 |
| Batman: New Gotham Vol.2: Officer Down         | 2001年 | 978-1563897870 |
| Batman: Bruce Wayne&nbsp Murderer?             | 2002年 | 978-1563899133 |
| Batman: Bruce Wayne Fugitive Vol.1             | 2002年 | 978-1563899331 |
| DC Comics: The Sequential Art of Amanda Conner | 2012年 | 978-1401237400 |
| Birds of Prey: Of Like Minds                   | 2004年 | 978-1401201920 |
| Birds of Prey: Sensei and Student              | 2005年 | 978-1401204341 |
| Birds of Prey: Between Dark and Dawn           | 2006年 | 978-1401209407 |
| Birds of Prey: The Battle Within               | 2006年 | 978-1401210960 |
| Birds of Prey: Perfect Pitch                   | 2007年 | 978-1401211912 |
| Birds of Prey: Blood and Circuits              | 2007年 | 978-1401213718 |
| Birds of Prey: Dead of Winter                  | 2008年 | 978-1401216412 |
| Birds of Prey: Club Kids                       | 2009年 | 978-1401221751 |
| Birds of Prey: Metropolis or Dust              | 2009年 | 978-1401219628 |
| Birds of Prey: Platinum Flats                  | 2009年 | 978-1401222932 |
| Oracle: The Cure                               | 2010年 | 978-1401226039 |
| Birds of Prey: Endrun                          | 2011年 | 978-1401231316 |
| Birds of Prey: The Death of Oracle             | 2011年 | 978-1401232757 |
| The New 52                                     |        |                |
| Birds of Prey Vol.1: Trouble in Mind           | 2012年 | 978-1401236991 |
| Birds of Prey Vol.2: Your Kiss Might Kill      | 2013年 | 978-1401238131 |
| Birds of Prey Vol.3: A Clash of Daggers        | 2013年 | 978-1401244040 |
| Birds of Prey Vol.4: The Cruelest Cut          | 2014年 | 978-1401246358 |
| Birds of Prey Vol.5: Soul Crisis               | 2015年 | 978-1401250836 |

### バットガール&バーズ・オブ・プレイ
| タイトル                                            | 刊行日     | ISBN           |
| DC Rebirth                                          | DC Rebirth | DC Rebirth     |
| --------------------------------------------------- | ---------- | -------------- |
| Batgirl and the Birds of Prey Vol.1: Who Is Oracle? | 2017年     | 978-1401268671 |
| Batgirl and the Birds of Prey Vol.2: Source Code    | 2017年     | 978-1401273804 |
| Batgirl and the Birds of Prey Vol.3: Full Circle    | 2018年     | 978-1401277819 |

## メンバー
主なメンバー
バーバラ・ゴードン / オラクル
ジェームズ・ゴードンの娘で元バットガール。ジョーカーが自宅に乗り込んできて撃たれたことにより下半身が麻痺。しかし、コンピューターを駆使するヒーロー、オラクルとして復活した。
ダイナー・ランス / ブラック・キャナリー
バーズ・オブ・プレイの格闘屋。超音波を発する超能力"キャナリー・クライ"を持つ。バーバラの親友である。
ヘレナ・バーティネリ / ハントレス
元マフィア幹部の娘で、家族が殺されたため、腕を磨きマフィアに「正義の戦争」を仕掛ける。過剰な暴力に訴える傾向がある。
ジンダ・ブレイク / レディ・ブラックホーク
時空を超えてきた1940年代のキャラクター。バーズ・オブ・プレイの飛行隊に勤務し、自身もアエリーという飛行機に乗る。優れた射撃の腕をもち、さまざまな火器を扱うことができる。
追加メンバー
タツ・ヤマシロ / カタナ
斬った相手の魂を封じ込める"ソウルテイカー"を持つ日本人の女剣士。元は武道の心得があるだけのただの一般人だったが、夫と子供をヤクザに殺されたのち復讐のため渡米。
パメラ・アイズリー / ポイズン・アイビー
植物を使ったエコ・テロリズムを起こす専業犯罪者。植物が健やかに暮らせる環境を守るのが目的であり、それを阻害する者を敵視している。

## 映像化作品

### 映画
『ハーレイ・クインの華麗なる覚醒 BIRDS OF PREY』 (2020年)
メンバー
ハーリーン・クインゼル / ハーレイ・クイン
演 - マーゴット・ロビー
ヘレナ・パーティネリ / ハントレス / クロスボウ・キラー
演 - メアリー・エリザベス・ウィンステッド
ダイナ・ランス / ブラックキャナリー
演 - ジャーニー・スモレット=ベル
レニー・モントーヤ
演 - ロージー・ペレス
カサンドラ・カイン
演 - エラ・ジェイ・バスコ

### ドラマ
『ゴッサム・シティ・エンジェル』 (2002年-2003年)
メンバー
ヘレナ・カイル / ハントレス
演 - アシュレイ・スコット
バーバラ・ゴードン / オラクル
演 - ディナ・メイヤー
ダイナ
演 - レイチェル・スカーステン

### アニメ
ジャスティス・リーグ・アンリミテッド (2004年-2006年)
バットマン:ブレイブ&ボールド (2008年-2011年)

### ゲーム
インジャスティス2 (2017年)